# Museum KulturLand Ries

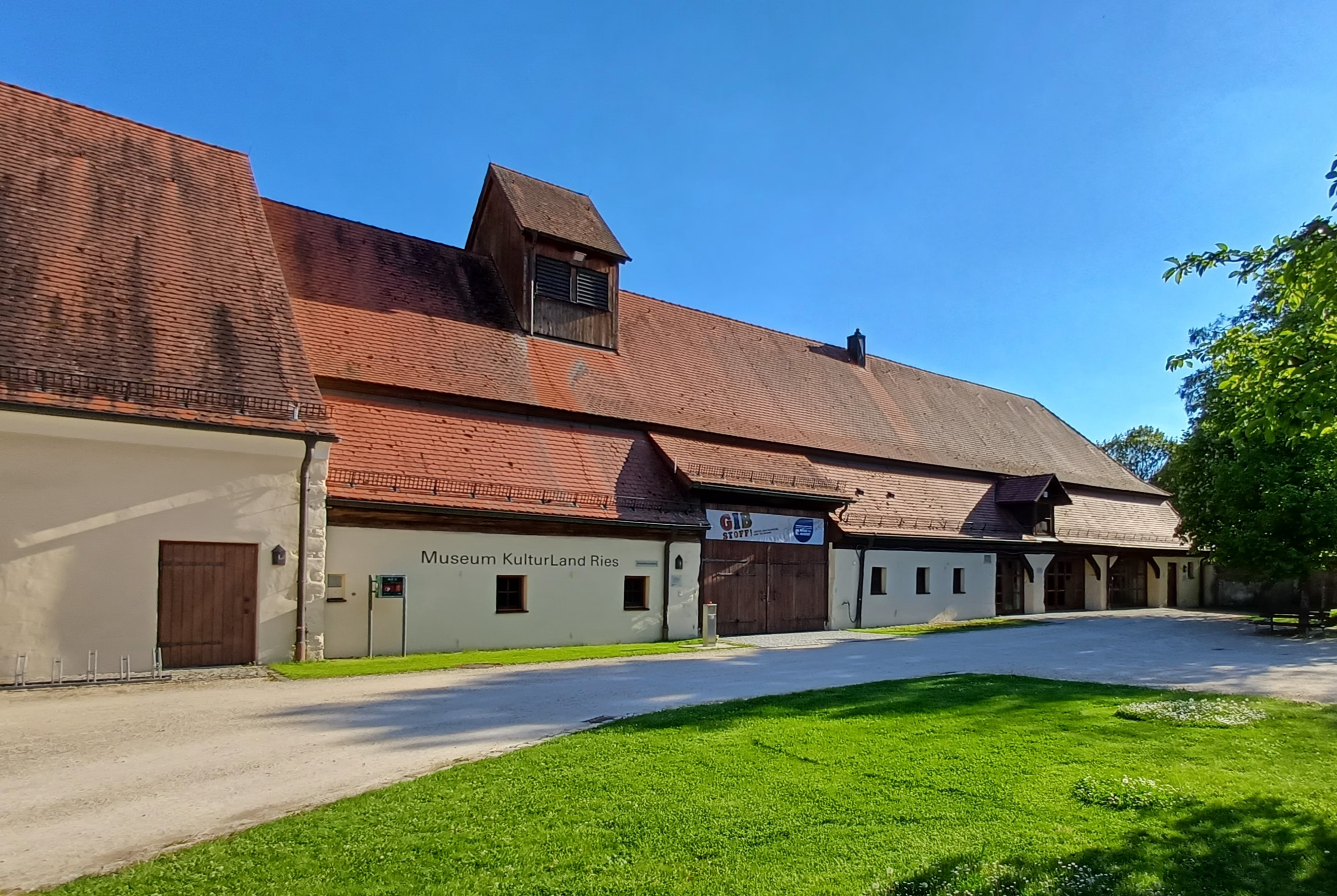
Museum KulturLand Ries

Das Museum KulturLand Ries (ehem. Rieser Bauernmuseum Maihingen) ist ein vom Bezirk Schwaben getragenes Museum in Maihingen. Gelegen in einer barocken Klosteranlage, stellt es das Alltagsleben der Landbevölkerung im Nördlinger Ries in den Mittelpunkt seiner Betrachtung. Ein museumspädagogisches Programm sowie zahlreiche Sonderveranstaltungen runden das Angebot ab.

## Standort

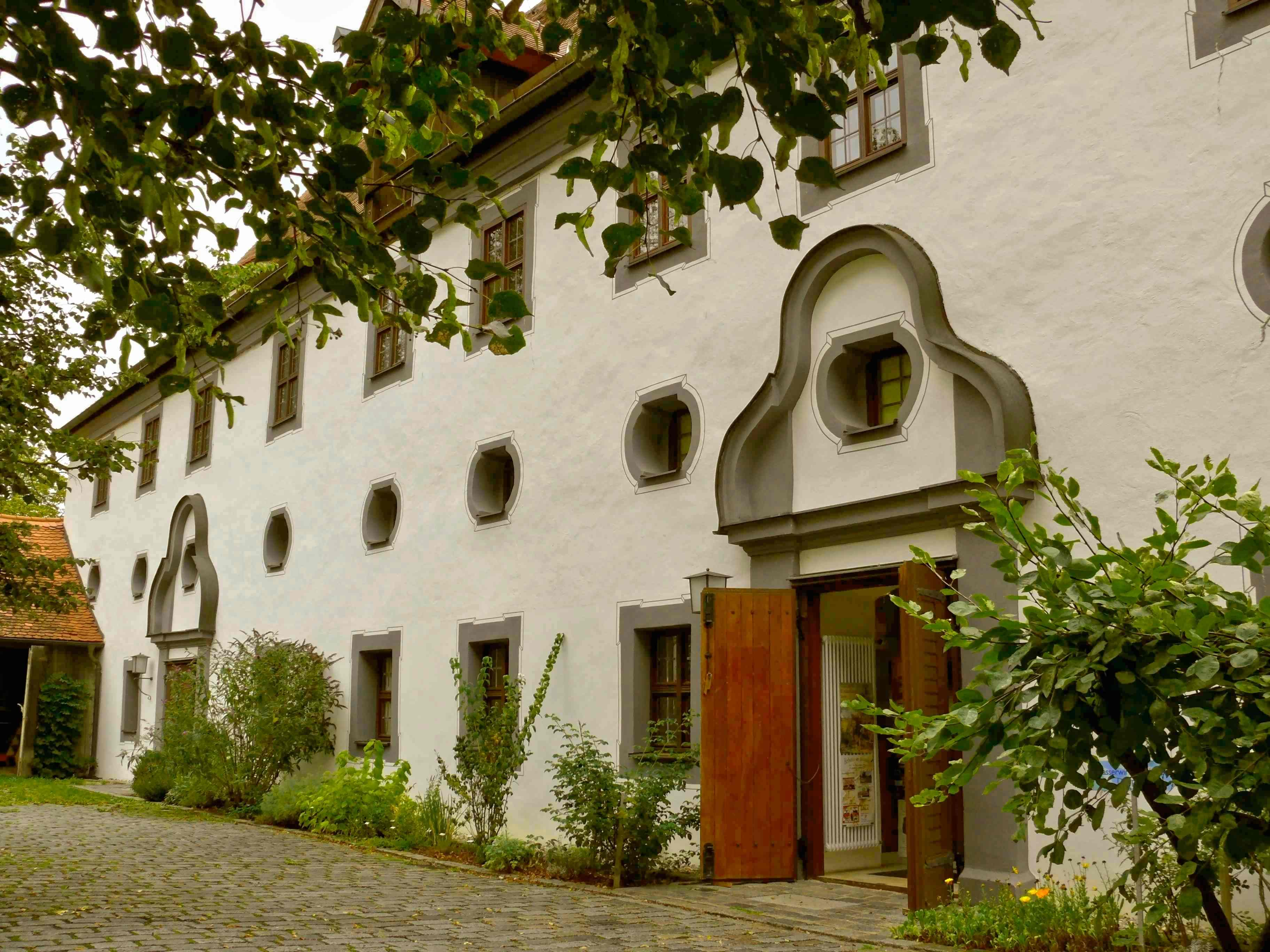
Brauhaus des Klosters Maihingen

15 km nördlich von Nördlingen, nahe der Romantischen Straße, liegt am Rande des Rieskraters das ehemalige Birgittenkloster Maihingen, welches 1472 gegründet wurde. Von 1607 bis zu seiner Aufhebung 1803 führten es die Franziskanerminoriten. Die barocke Anlage mit ihrer prächtig ausgestatteten Klosterkirche liegt in eine reizvolle Landschaft eingebettet. In zwei ehemaligen Gebäuden des Ensembles befindet sich heute das Museum KulturLand Ries.
Die langgestreckte ehemalige Klosterökonomie beherbergt heute die umfangreiche Dauerausstellung „Rieser Landwirtschaft im Wandel“, den Verwaltungstrakt sowie Werkstatt und ein Depot. Im ehemaligen Brauhaus, das nach der Säkularisation noch bis 1935 in Betrieb war, befindet sich die Dauerausstellung „300 Jahre Alltagskultur im Ries“ sowie ein Raum für die Sonderausstellungen und ein Raum für die Museumspädagogik. Insgesamt beläuft sich die Ausstellungsfläche auf ca. 2.400 m².
Beim Museum beginnt der Dorf- und Flurlehrpfad Maihingen des Rieser Bauernmuseums- und Mühlenvereins, welcher rund um den Klosterberg und das Dorf führt. In der Scheune der ehemaligen Klostermühle betreibt der Verein seit 1997 ein Mühlenmuseum.

## Chronik
- 1973: Gründung des Vereins Rieser Bauernmuseum
- 1978: Der Verein Rieser Bauernmuseum kauft den landwirtschaftlichen Teil der ehemaligen Klosterökonomie und sichert sich das ehemalige Klosterbrauhaus, mit dessen Sanierung er beginnt.
- 1984: Eröffnung des Brauhauses als Museum
- 1985: Der Bezirk Schwaben übernimmt die Museumsträgerschaft unter Beteiligung des Landkreises Donau-Ries.
- 1987: Bezirksheimatpfleger Hans Frei übernimmt die Museumsdirektion und damit die Leitung der vom Bezirk getragenen Museen in Maihingen und Oberschönenfeld.
- 1989: Erwerb der Klosterökonomie durch den Bezirk und Beginn der Sanierung
- 1994: Eröffnung der Klosterökonomie mit Sonderausstellungen
- 1998: Eröffnung der Landwirtschaftsausstellung in der Klosterökonomie
- 2001: Der Verein Rieser Bauernmuseum eröffnet den Dorf- und Flurlehrpfad. Die Sanierung und Umgestaltung des Brauhauses beginnt.
- 2004: Nach dem Ruhestand von Hans Frei 2002 wird 2004 die Museumsdirektion aufgelöst und die beiden Museen nun unabhängig geleitet. In Maihingen wird Ruth Kilian – seit 1987 als Wissenschaftlerin angestellt – offiziell zur Leiterin ernannt.
- 2015: Eröffnung der neuen Dauerausstellung „300 Jahre Alltagskultur im Ries“ im ehem. Brauhaus
- 2015: Umbenennung in Museum KulturLand Ries

## Ausstellungen

### Dauerausstellungen

#### „Rieser Landwirtschaft im Wandel“

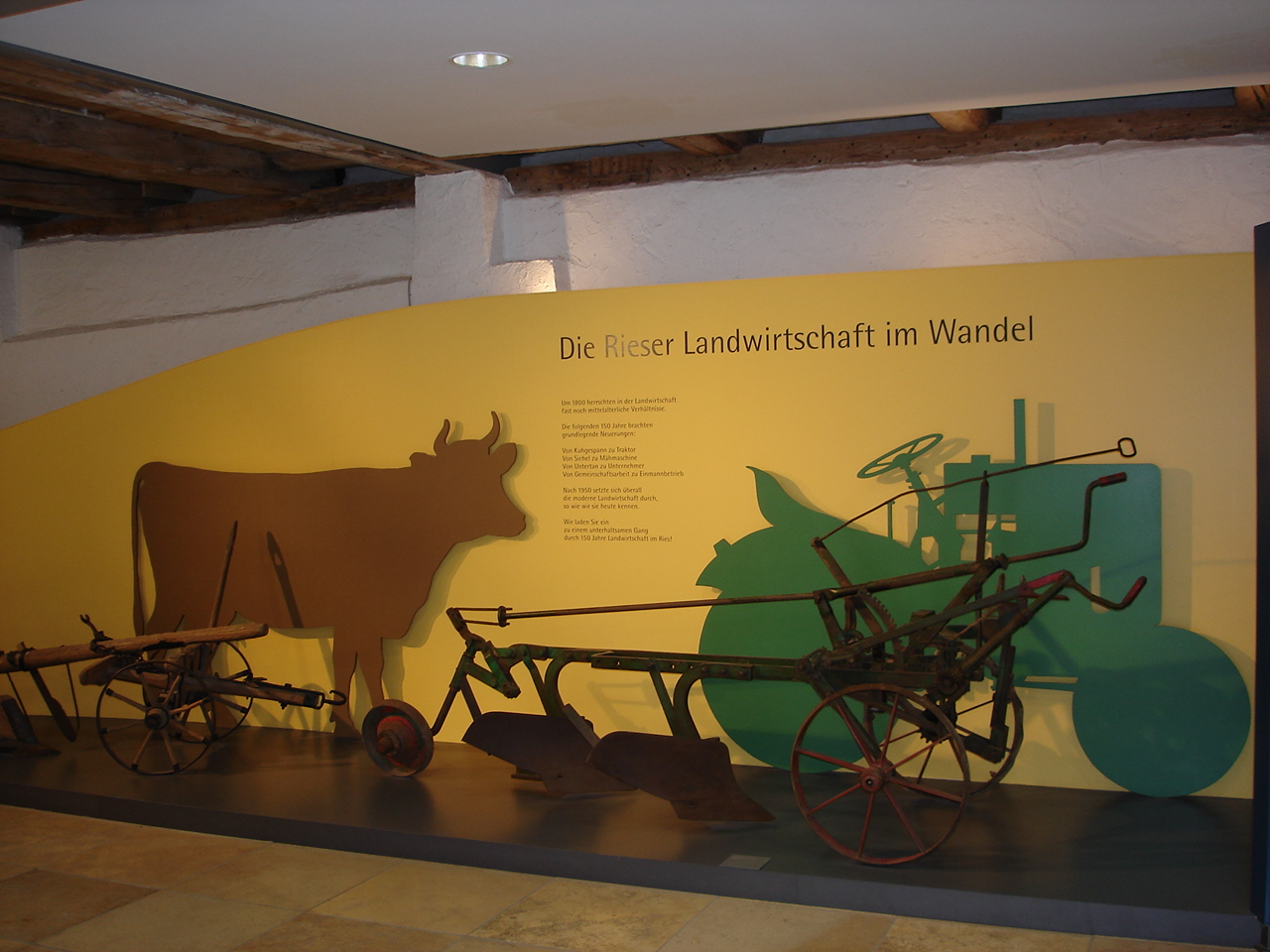
Eingangsbereich Klosterökonomie

Die Ausstellung Rieser Landwirtschaft im Wandel spannt unter dem Motto „Vom Kuhgespann zum Traktor, von der Sichel zur Mähmaschine, vom Untertan zum Unternehmer, von der Gemeinschaftsarbeit zum Einmannbetrieb“ einen Bogen von 1800 bis 1950. In diesem Zeitraum vollzog sich ein grundlegender Wandel von der Handarbeit zur Vollmechanisierung.

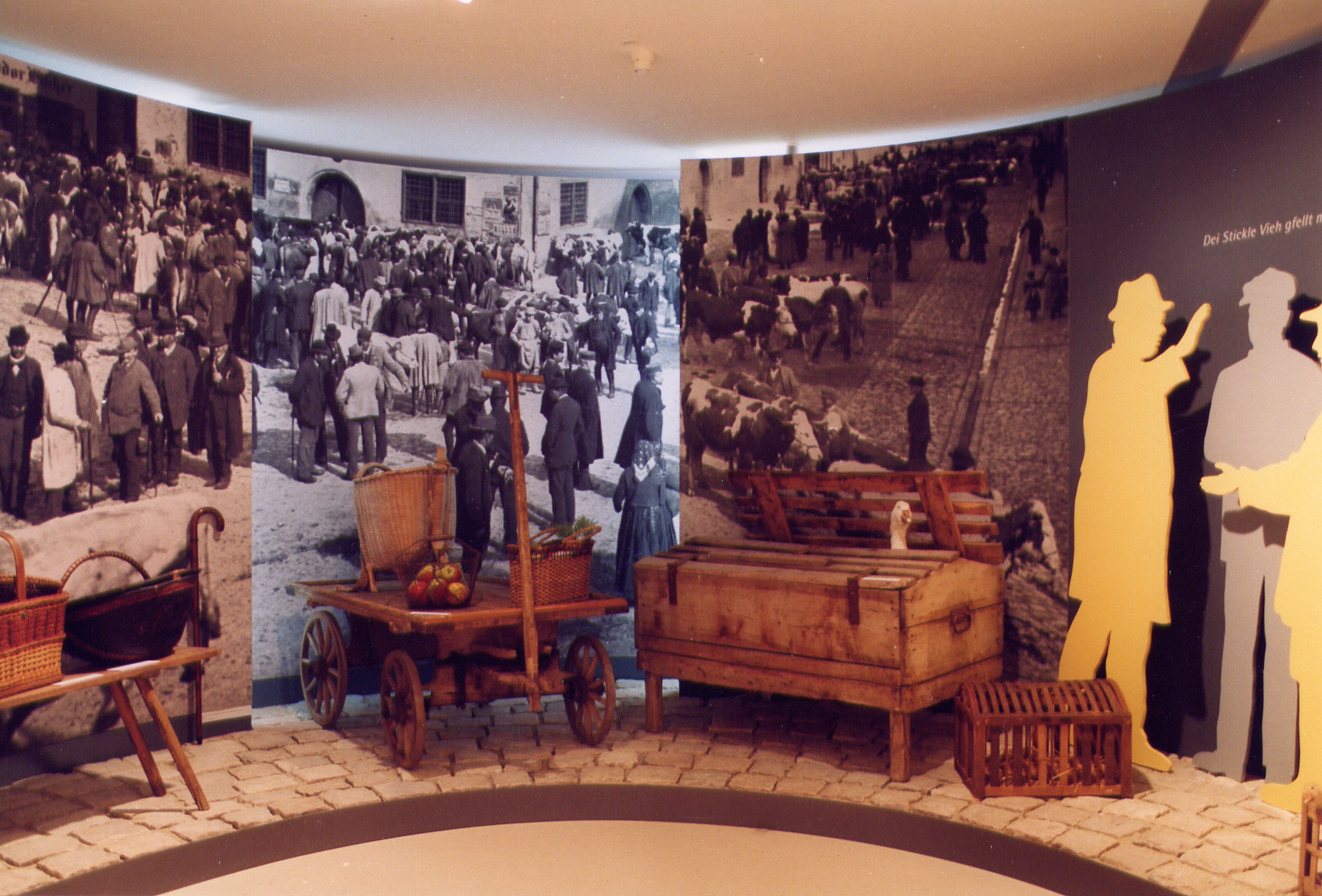
Nördlinger Marktszene

Nach Aufhebung der Grundherrschaft Mitte des 19. Jahrhunderts war der Landwirt selbst Eigentümer seines Landes und konnte in die Modernisierung seines Betriebes investieren, ohne höhere Abgaben befürchten zu müssen. Landwirtschaftsschulen, landwirtschaftliche Vereine, Literatur und Ausstellungen vermittelten den Bauern die neuen fachlichen und technischen Kenntnisse. Die Brache der Dreifelderwirtschaft wurde für den Anbau von Kartoffeln oder neuen Futterpflanzen wie Klee genutzt, der Ertrag insgesamt durch gezielte Düngung erhöht. Eiserne Geräte ersetzten nach und nach die hölzernen, die Eisenbahn erleichterte den Warentransport und Maschinen sparten Arbeitskräfte ein. Für die teuren Investitionen der Mechanisierung vergaben Spar- und Darlehenskassenvereine Kredite; auch Maschinen, Saatgut und Düngemittel wurden über Genossenschaftsvereine bezogen.
Am Beispiel des Rieses als bedeutende Agrarlandschaft Schwabens und Bayerns werden gesamtbayerische Entwicklungen aufgezeigt, die Verflechtungen von Technik-, Sozial- und Wirtschaftsgeschichte. Historische Fotos, Filme und Inszenierungen binden die Objekte in den früheren Gebrauchszusammenhang ein und Modelle laden zum Ausprobieren ein.

#### „300 Jahre Alltagskultur im Ries“

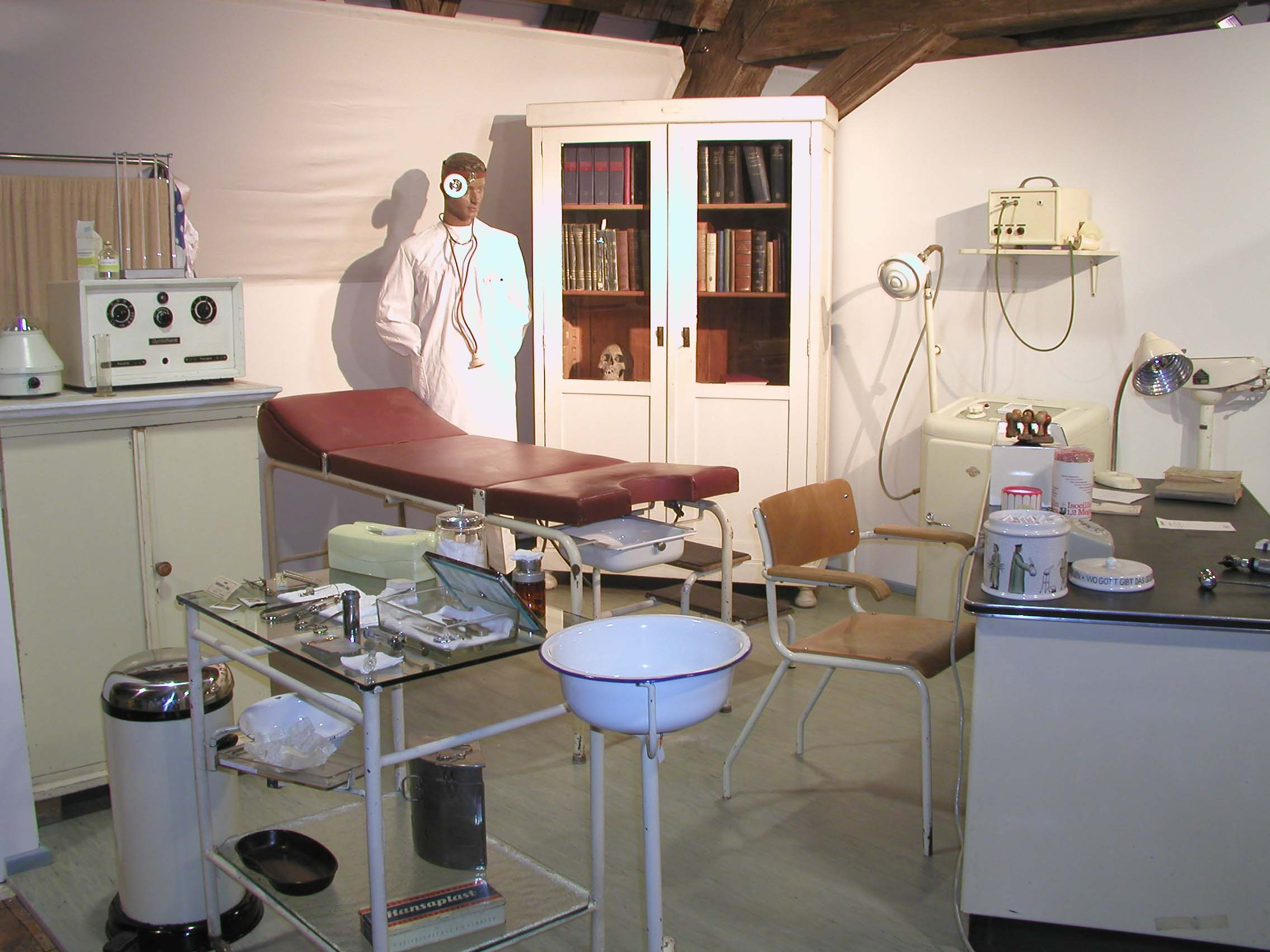
Arztpraxis 1950er-Jahre

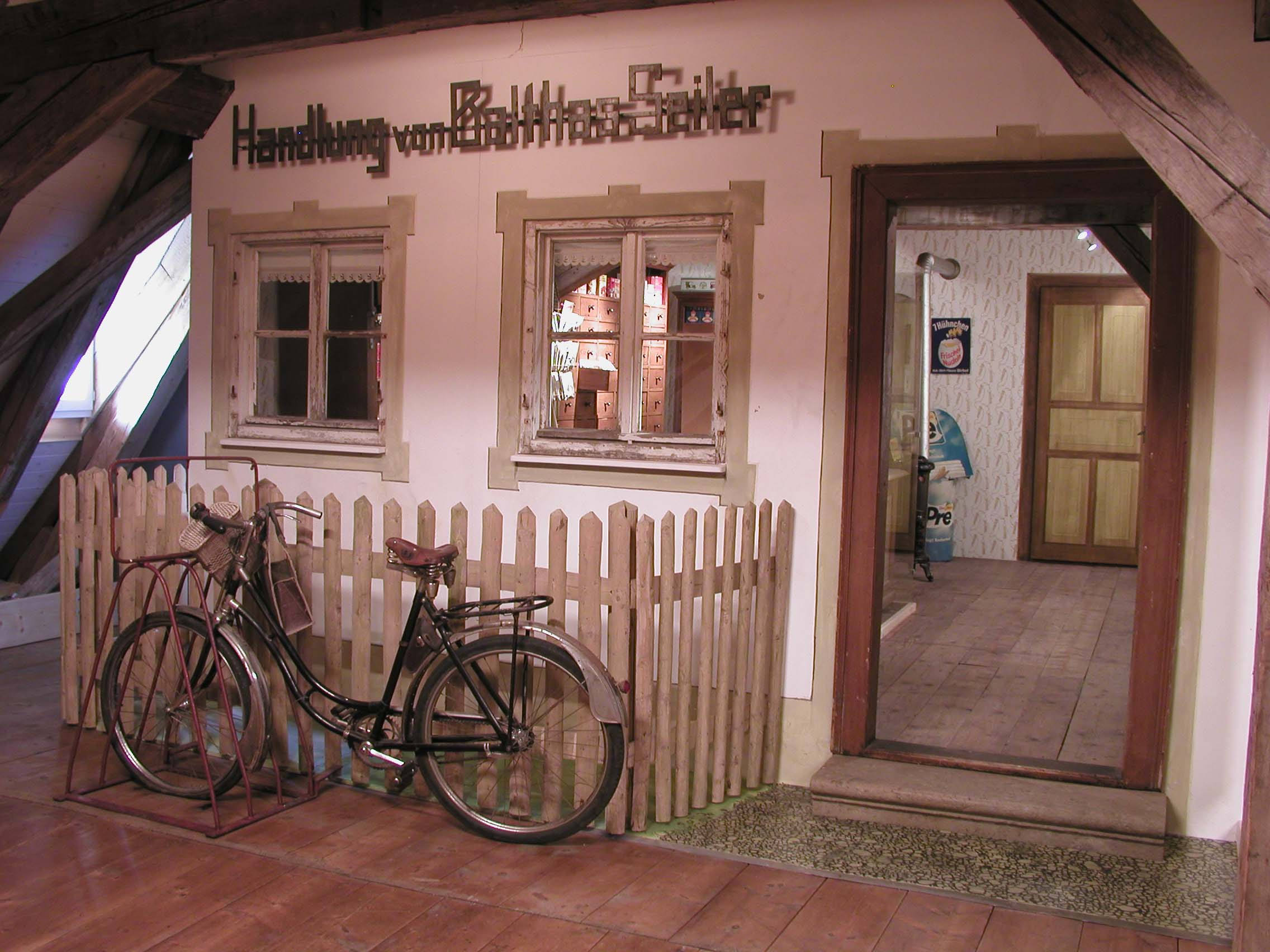
Außenfassade Tante-Emma-Laden

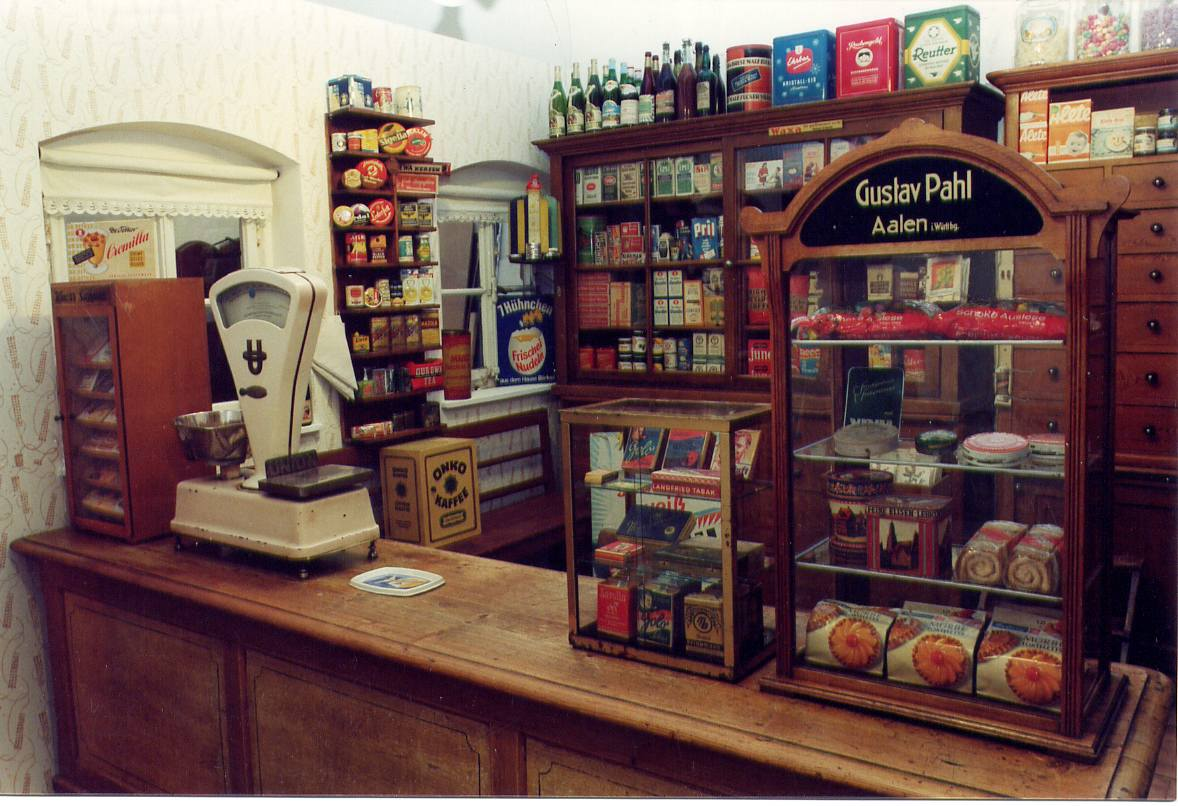
Tante-Emma-Laden

Im ehemaligen Brauhaus bietet seit Juni 2015 eine neue Dauerausstellung auf vier Stockwerken Einblicke in das Alltagsleben im Ries.
Der barrierefreie Rundgang beginnt mit einer Orientierung über die Region und ihre Besonderheiten, etwa die Bildung durch einen Asteroideneinschlag. Als eine weitere Besonderheit des Rieses wird seine Tracht präsentiert, die auch Ausdruck der jeweiligen Konfession war, bis schließlich Konfektionsware die Schränke füllte.
Ein Krämerladen und ein Milchgeschäft aus den 1920er Jahren mit ihren originalen Einrichtungen bilden den Ausgangspunkt für die Beschäftigung mit der Werbung und den Warenverpackungen. Für die medizinische Versorgung sorgten u. a. Hebammen, Bader und Apotheker. Für Arzt und Zahnarzt sind eigene Räume eingerichtet. Als Nachfolger des Baders sind ein Damen- und ein Herrensalon aus den 1950er Jahren inszeniert.
Eine bunte Palette bemalter Möbel aus Rieser Werkstätten verweist auf die frühere Wohnkultur. Aufgebaut ist auch ein „Kanzleile“, ein abgetrennter Bereich in manchen Bauernstuben. Mit der Industrialisierung erschienen zahllose „kleine Helfer“ auf dem Markt, die den Hausfrauen die Arbeit erleichtern sollten. Zum Abschluss steht die Kindheit im Mittelpunkt, mit einer Vielzahl an Spielzeug, aber auch den Arbeitsleistungen von Kindern.
Interaktive Medienstationen halten etwa gefilmte Interviews, Hörstationen mit Mundart oder weiteres Bildmaterial bereit. So sind bei fünf Kleidern deren Geschichten zu hören. Und bei den Radios und Plattenspielern kann der Besucher eine Auswahl aus Tondokumenten der jeweiligen Zeit treffen. Wie man mit dem Museums-Abakus rechnen kann, erklärt ein Mädchen in einem Film. Ein „luftiger Spaziergang“ über das Ries bildet den Abschluss des Streifzugs durch die Alltagsgeschichte der Region.
Das Ries war berühmt für seine Gänse – eine Gans führt die Kinder auf Entdeckungsreise durch die Ausstellung.

### Sonderausstellungen
In bislang über 50 Sonderausstellungen erforschte das Museum eine Themenbreite, die vom Aberglauben bis zum Zahnarzt reichte und Objekte vom Adventskalender zum Zaumzeug einschloss. Kunstausstellungen haben das Ries, seine Dörfer und Menschen bisweilen mit ungewohnten Sichtweisen betrachtet und Weihnachtsausstellungen präsentierten in stimmungsvollem Ambiente historischen Christbaumschmuck, Papierantiquitäten, Puppenstuben, Spielzeug oder Krippen.

#### Auswahl bisheriger Sonderausstellungen

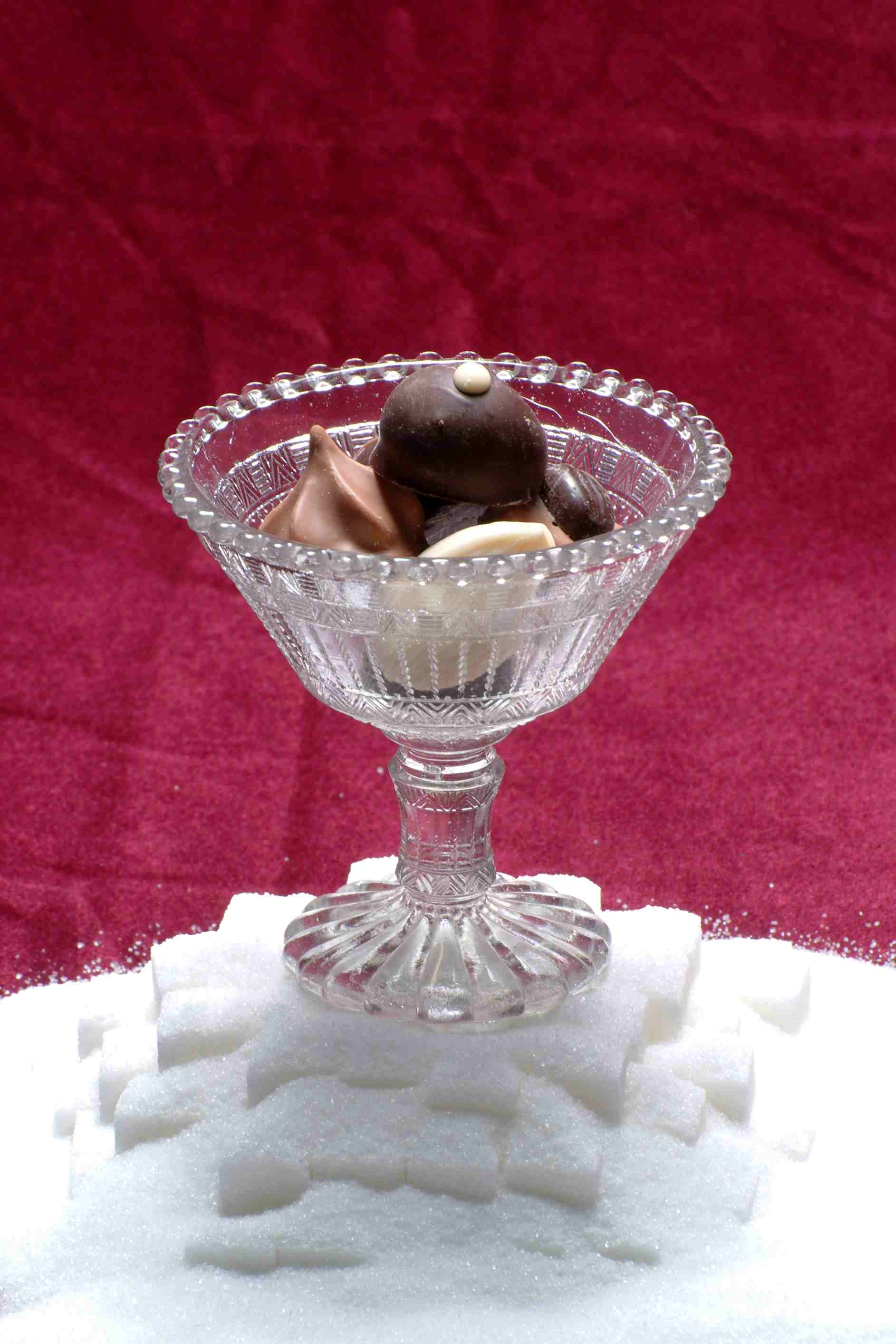
Erlesene Pralinen auf Zucker im Überfluss – das Plakatfoto zur Sonderausstellung 2009

- „Hexenstich und Schiffchenspitze. Alte Handarbeiten im Ries“ (1987)
- „Ärbira, Ärbira … Die Kartoffel. Geschichte, Geräte, Produkte“ (1988)
- „Bilder im Bauernhaus. Populärer Wandschmuck um 1900“ (1989)
- „Puppenhäuser, Puppenstuben, Puppenküchen“ (1992)
- „Vornehm ausstaffiert. Ländliche Kleidung im Ries“ (1994)
- „Zum Tisch des Herrn will ich treten. Konfirmation und Kommunion im Ries“ (1996)
- „Federvieh. Gänse im Ries“ (1997)
- „Als Tante Emma noch bediente. Krämerladen und Milchhandlung im Ries“ (1999)
- „Zwischen Aberglaube und Volksfrömmigkeit“ (2001)
- „Bader, Hebammen und Ärzte. Über die Heilkunde im Ries“ (2002)
- „Weihnachten auf Papier“ (2002/03)
- „Schaukelpferd und Puppenwagen. Kinderwünsche zu Weihnachten“ (2003/04)
- „Verführerisch verpackt. Werbung und bunte Warenwelt“ (2005)
- „Kuh-Handel. Vom Umgang mit einem Nutztier“ (2006)
- „Reizend und zweckmäßig. Zur Kulturgeschichte der Unterwäsche“ (2007)
- „‚So geht’s leichter!‘ Technik im Haushalt“ (2008)
- „Die süße Verführung. Zucker, Schokolade & Co.“ (2009)
- „Rosenkranz und Lutherbibel – Die Konfessionen im Ries“ (2012)
- „Griffel, Füller, Tintenkiller – Volksschulen im ländlichen Bayern 1945–1970“ (2013)
- „Auslöser Ries! Fotografien aus dem Nachlass Förstner“ (2017)
- „PuppenStubenWelten“ (2017/18)
- „Brot. Nahrung mit Kultur“ (2018)
- „Utopie Landwirtschaft“ (2019)

## Sonderveranstaltungen
Während der Museumssaison stehen zahlreiche Veranstaltungen auf dem Programm: von Lesungen regionaler Dichter über Volksmusik-Nachmittage bis hin zu Mitmachtagen für die ganze Familie.

### GenussKulturMarkt

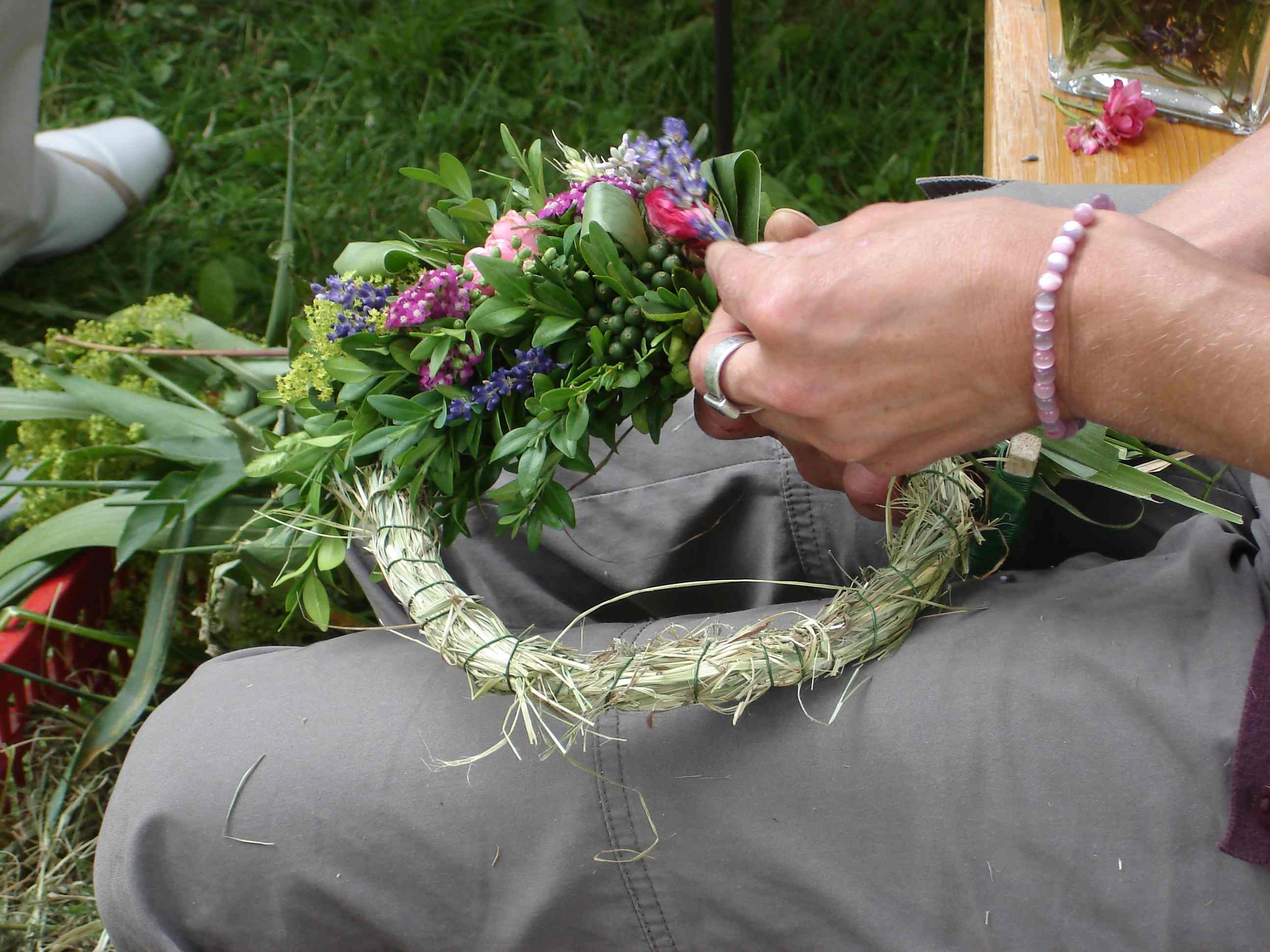
Vorführung Kräuterfest

Regionale Erzeuger und Vermarkter präsentieren eine Vielfalt an kulinarischen Genüssen und liefern viele Informationen.

### Kartoffelfest

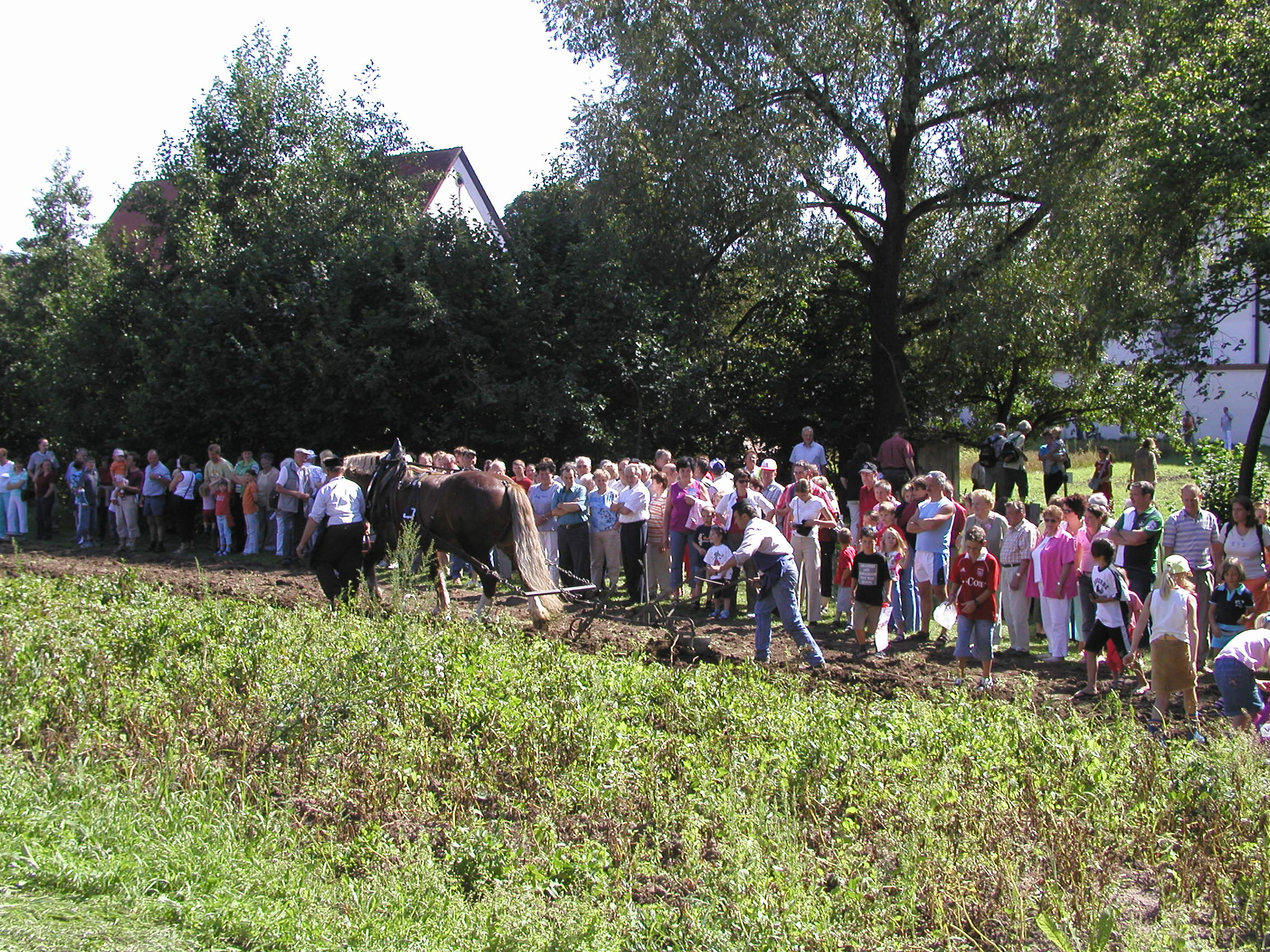
Kartoffelfest

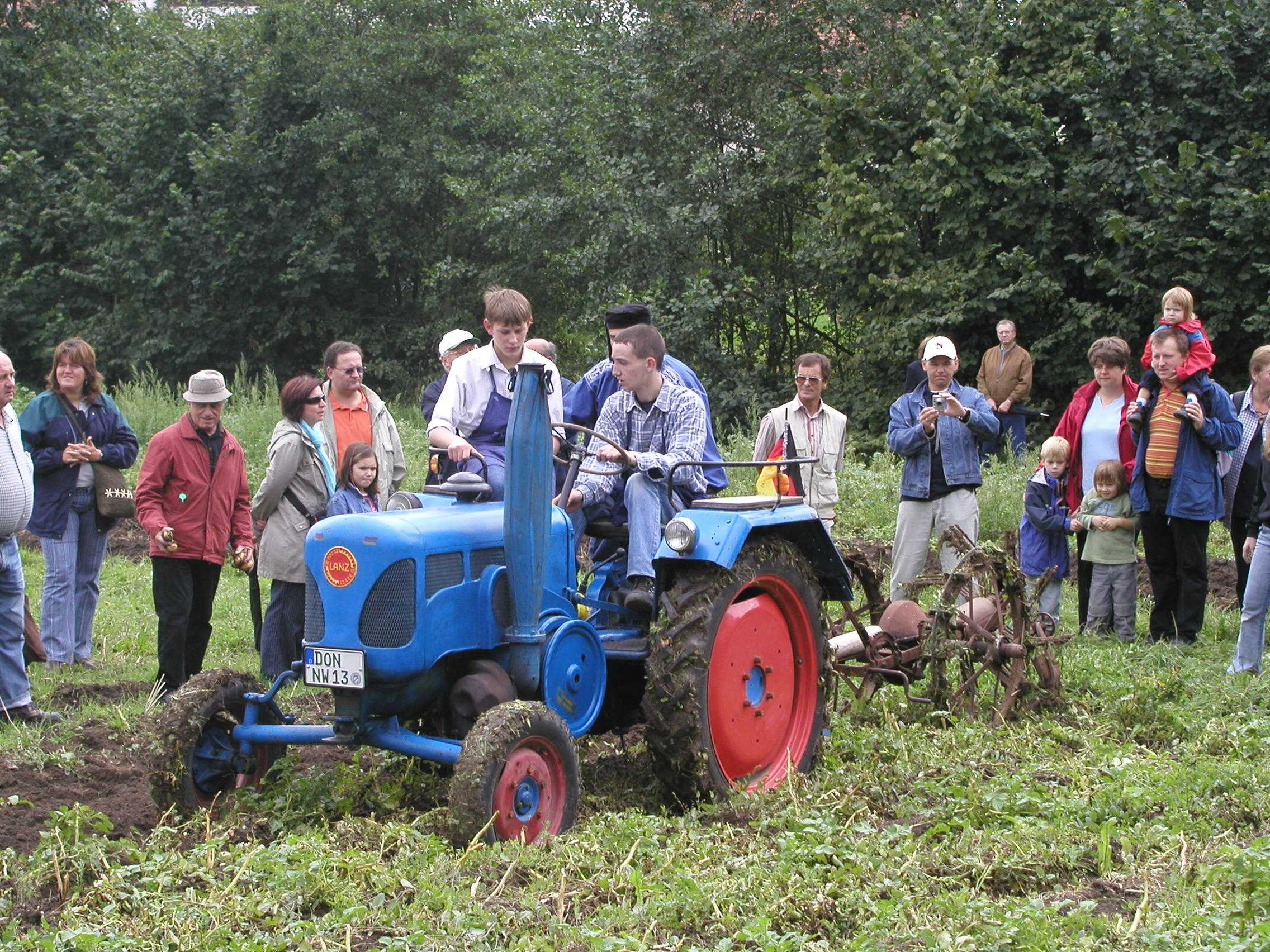
Alter Lanz im Einsatz

Beim Kartoffelfest stehen die „Ärbira“ ganz im Zentrum der Aufmerksamkeit. Mit historischen Geräten werden Ernte und Feldbearbeitung vorgeführt. Besucher können selbst Kartoffeln ernten, historische Kartoffelsorten bestaunen, Kinder basteln Sachen aus der „tollen Knolle“ und in Wettbewerben werden die größte Kartoffel sowie der schnellste Schäler gesucht.

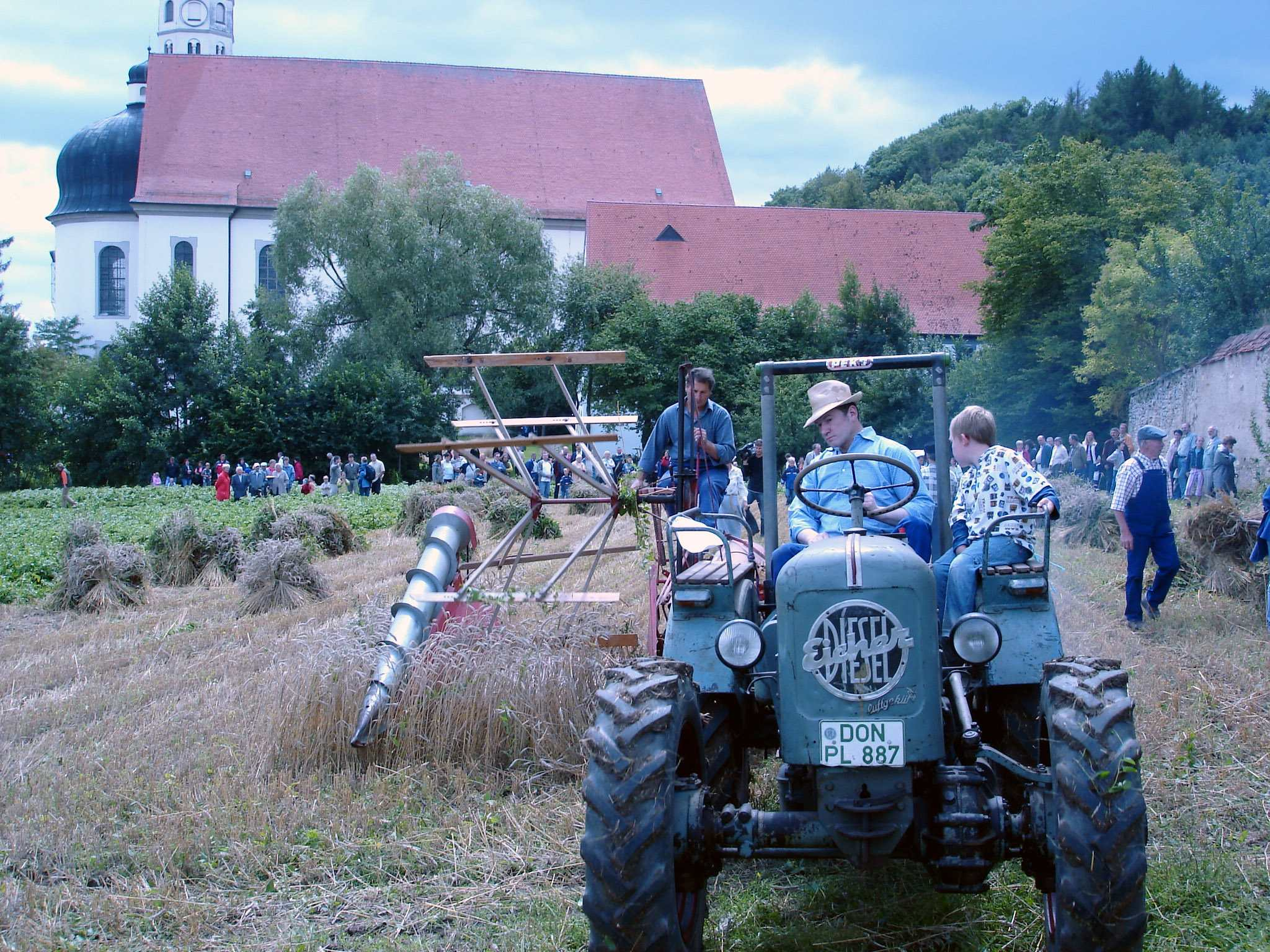
Bindemäher

### Schnitterfest
Beim Schnitterfest (früher zum Abschluss der Ernte gefeiert) können die Besucher erleben, wie die Getreideernte früher vonstattenging. In verschiedenen Vorführungen kommen zunächst Gaukel, Sichel und Dreschflegel, später dann Bindemäher und Breitdreschmaschine zum Einsatz. Gepflügt wird mit alten Schleppern. Eine Schau von Oldtimer-Traktoren ergänzt das Fest.

## Museumspädagogisches Programm

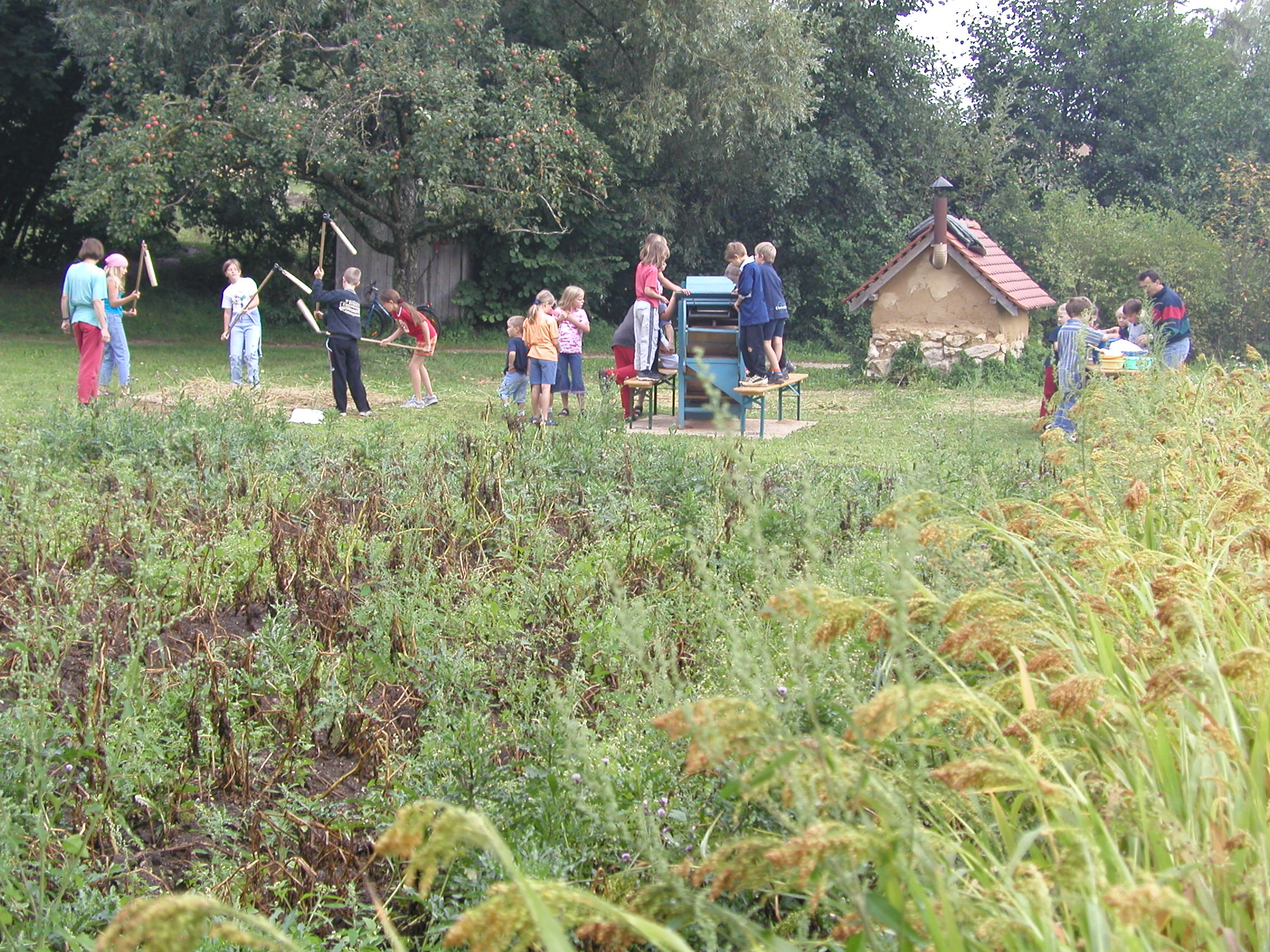
Brotbacken

Die Museumspädagogik will große und vor allem auch kleine Besucher anschaulich und vertiefend an geschichtliche und kulturelle Themen heranführen. Führungen allgemeiner Art oder zu speziellen Aspekten bilden nur eine von vielen Möglichkeiten. Mit verschiedensten Angeboten wendet das Museum KulturLand Ries (ehemals Rieser Bauernmuseum) sich speziell an Kindergruppen und Schulklassen: Vom Brotbacken über „Schule vor 100 Jahren“ bis hin zum Buttern und Äpfelmosten kann alles selbst ausprobiert werden. Während der Sommerferien steht zusätzlich ein Ferienprogramm bereit. Auch für Kindergeburtstage hält das Museum Ideen bereit.

## Publikationen
- Bruno Langner: Verführerisch verpackt. Bunte Warenwelt und Werbung. Maihingen 2005
- Ruth Kilian: Die Rieser Landwirtschaft im Wandel. Augsburg 2002
- Ruth Kilian: Blicke auf das Ries. Nördlingen 2000
- Anja Lippert: Federvieh. Gänse im Ries, Nördlingen 1997
- Ruth Kilian: Rieser Dörfer und Landleben vor 100 Jahren. Zeichnungen der Familie Geiß aus Ebermergen. Nördlingen 1996
- Friedhelm Brusniak (u. a.): Wege der Volksmusik. Beispiel Ries. Gessertshausen 1992
- Ruth Kilian, Eva Gilch: Märkte und Messen im Ries. Gessertshausen 1990
- Ruth Kilian: Die Kartoffel. Geschichte, Geräte, Produkte. Gessertshausen 1988